# Патрік Меннінґ (веслувальник)
Патрік Меннінґ (англ. Patrick Manning, 5 червня 1967) — американський академічний веслувальник.
Срібний призер Олімпійських Ігор 1992 року в складі розпашної четвірки без стернового.
Срібний призер Чемпіонату світу 1991 року в складі розпашної четвірки без стернового.